# Volksbank Raiffeisenbank Meißen Großenhain
Die Volksbank Raiffeisenbank Meißen Großenhain eG ist eine Genossenschaftsbank mit Sitz in der sächsischen Kreisstadt Meißen im Landkreis Meißen.

## Geschichte
Die heutige Volksbank Raiffeisenbank Meißen Großenhain eG wurde am 17. März 1855 als Genossenschaftsbank in Meißen gegründet und entstand in ihrer heutigen Form im Jahr 2001 durch die Fusion der Volksbank Raiffeisenbank Meißen eG mit der Raiffeisenbank Rödertal eG mit dem Sitz in Großenhain. Die Volksbank Raiffeisenbank Meißen eG wiederum entstand 1992 durch die Fusion der Volksbank Meißen eingetragene Genossenschaft mit der Raiffeisenbank Meißen e.G.
Die Raiffeisenbank Rödertal eG ihrerseits entstand 1994 aus der Fusion der Raiffeisenbank Großenhain eG mit dem Sitz in Großenhain mit der Raiffeisenbank Radeburg e.G. mit Sitz in Radeburg.

## Rechtsverhältnisse
Die Volksbank Raiffeisenbank Meißen Großenhain eG ist im Genossenschaftsregister beim Amtsgericht Dresden unter GnR 319 eingetragen.

## Organisationsstruktur
Rechtsgrundlagen sind das Genossenschaftsgesetz und die durch die Vertreterversammlung beschlossene Satzung. Organe der Bank sind der Vorstand, der Aufsichtsrat und die Vertreterversammlung.

## Sicherungseinrichtung
Die Volksbank Raiffeisenbank Meißen Großenhain eG ist der amtlich anerkannten Sicherungseinrichtung des Bundesverbandes der Deutschen Volksbanken und Raiffeisenbanken GmbH und der zusätzlichen freiwilligen Sicherungseinrichtung des Bundesverbandes der Deutschen Volksbanken und Raiffeisenbanken e.V. angeschlossen.

## Geschäftsausrichtung
Die Volksbank Raiffeisenbank Meißen Großenhain eG betreibt das Universalbankgeschäft. Im Verbundgeschäft arbeitet sie mit der DZ Bank, Allianz, Bausparkasse Schwäbisch Hall, Teambank, VR Leasing,  DZ Hyp und der Union Investment zusammen.

## Geschäftsgebiet
Das Geschäftsgebiet liegt im Süden und Osten des Landkreises Meißen, im Süden des Landkreises Oberspreewald-Lausitz sowie im Westen des Landkreises Bautzen.
An diesen Orten betreibt die Bank Filialen:
- Meißen (Hauptstelle, jur. Sitz + 1 weitere Geschäftsstelle)
- Großenhain (1 Geschäftsstelle + 1 SB-GS)
- Klipphausen (SB-Geschäftsstelle)
- Weinböhla (Geschäftsstelle)
- Coswig (Geschäftsstelle)
- Radebeul (Geschäftsstelle)
- Lampertswalde (Geschäftsstelle)
- Radeburg (Geschäftsstelle)
- Ortrand (Geschäftsstelle)
- Ottendorf-Okrilla (Geschäftsstelle)
- Radeberg (Geschäftsstelle)